# Altona (Hamburk)
Altona je jeden ze sedmi městských obvodů (Bezirke) Hamburku. Nachází se na západě města na pravém břehu Labe. V roce 2011 zde žilo 261 213 obyvatel a s celkovou rozlohou 78,3 km² byla hustota zalidnění 3 336,1 obyvatel na km².

## Historie
Altona byla založena jako rybářská vesnice v roce 1535. Její název údajně vznikl tak, že hamburští radní proti jejímu vzniku protestovali s tím, že je „moc blízko“ (v místním nářečí „all to nah“), tedy v dosahu hamburského mílového práva. Altona byla součástí hrabství Holstein-Pinneberg, od roku 1640 patřila Dánsku. V roce 1664 jí král Frederik III. Dánský udělil znak a městská práva. V roce 1864 v důsledku dánsko-německé války přešla Altona pod pruskou svrchovanost. Dne 17. července 1932 ve městě došlo ke srážkám mezi členy NSDAP a jejich odpůrci, takzvaná Altonská krvavá neděle, která si vyžádala 18 mrtvých. V roce 1937 byla Altona připojena k Hamburku (viz Zákon o Velkém Hamburku a dalších územních úpravách).

## Administrativní členění
Altona se skládá ze čtrnácti částí: Altona-Altstadt, Altona-Nord, Bahrenfeld, Blankenese, Groß Flottbek, Iserbrook, Lurup, Nienstedten, Osdorf, Othmarschen, Ottensen, Rissen, Sternschanze a Sülldorf.

## Doprava
Hamburg-Altona je hlavové nádraží, na němž končí řada významných dálkových vlaků, např. EC z Prahy nebo ICE z Berlína. Nádraží bylo otevřeno v roce 1844 a vedla odsud trať do Kielu.

## Kultura
V Altoně se každoročně koná čtrnáctidenní kulturní festival altonale. Turistickou atrakcí je velký rybí trh s budovou rybí burzy z roku 1896. Existuje zde politické hnutí Altonaer Freiheit, jehož programem je odtržení Altony od Hamburku a připojení k Dánsku.

## Rodáci
- Friedrich Georg Wilhelm von Struve – astronom
- Cornelius Gurlitt – hudební skladatel
- Axel Springer – mediální magnát
- Fatih Akın – filmový režisér
- Eric Maxim Choupo-Moting – fotbalista